# Рајфтон (Њујорк)
Рајфтон (енгл. Rifton) насељено је место без административног статуса у америчкој савезној држави Њујорк.

## Демографија
По попису из 2010. године број становника је 456, што је 45 (-9,0%) становника мање него 2000. године.
| Група             | 2000.       | 2010.       |
| Белци             | 466 (93,0%) | 407 (89,3%) |
| Афроамериканци    | 7 (1,4%)    | 9 (2,0%)    |
| Азијати           | 3 (0,6%)    | 5 (1,1%)    |
| Хиспаноамериканци | 9 (1,8%)    | 29 (6,4%)   |
| Укупно            | 501         | 456         |